# Узбекские имена
Современная антропонимическая модель у узбеков трёхчленна: личное (индивидуальное) имя, отчество, фамилия.

## Имя низона
Антропонимия как элемент культуры различных народов развивается на протяжении всей их истории. У узбеков, как и у других народов, антропонимия также изменялась на протяжении веков, но особенно этот процесс происходит в последние сто лет, охватывая как именник, так и саму структуру антропонимической модели. Имена часто имеют конкретное значение и даются в качестве пожелания на будущее или как отражение характерных черт ребёнка Имеются также имена, данные по названиям различных природных явлений и объектов, профессий, числительных и др.
Личное (индивидуальное) имя, имя отца и дедушки с древности вплоть до недавнего времени служило фактически антропонимом узбеков; иногда оно сопровождалось именем отца, дедушки и до 7 поколения. Очень часто названием места происхождения.

## Имена мусульманского происхождения
С VIII в. безраздельное господство ислама на территории Средней Азии принесло массу мусульманских имён, преимущественно арабских, а также много иранских:
- Ибрагим (узб. Ibrohim / Иброҳим)
- Юсуф (узб. Yusuf / Юсуф)
- Исмаил (узб. Ismoil / Исмоил)
- Исаак (узб. Is’hoq / Исҳоқ)
- Якуб (узб. Yoqub / Ёқуб)
- Юнус (узб. Yunus / Юнус)
- Мансур (узб. Mansur / Мансур)
- Мухаммад (узб. Muhammad / Муҳаммад)
- Рашид (узб. Rashid / Рашид)
- Расул (узб. Rasul / Расул)
- Рахим (узб. Rahim / Раҳим)

И ещё многие другие.
Ислам оттеснил имена тюркского происхождения, но уничтожить их не смог: в начале прошлого столетия их носило около 5 % узбеков. Многие из пришедших с исламом имен были связаны с религиозными идеями, героями коранических сюжетов. Самыми частыми стали имена Мухаммад (имя основателя мусульманской религии), Фатыма (имя дочери Мухаммада). Распространились составные имена:
- Мухаммадкарим (узб. Muhammadkarim / Муҳаммадкарим)
- Турсунмурад (узб. Tursunmurod / Турсунмурод)

Особенно часто встречались имена с первым компонентом абд- (с араб. — «раб») с многочисленными эпитетами Аллаха:
- Абдуррашид (узб. Abdurrashid / Абдуррашид) — раб Мудрого
- Абдуррахим (узб. Abdurrahim / Абдурраҳим) — раб Милосердного
- Абдуллах (узб. Abdullah / Абдуллаҳ) — раб Аллаха
- Абдуррахман (узб. Abdurrahmon / Абдурраҳмон) — раб Милостивого

Со вторым компонентом -дин «религия, вера» или -улла «Аллах»:
- Нурдин (узб. Nuriddin / Нуриддин) — свет веры
- Садруддин (узб. Sadriddin / Садриддин) — Грудь веры
- Сайфуддин (узб. Sayfuddin / Сайфуддин) — меч религии
- Инаятуллах (узб. Inoyatulloh / Иноятуллох) — милость Аллаха
- Фатхуллах (узб. Fathulloh / Фатҳуллох) — победа Аллаха

Изначально все эти имена были привилегией духовенства и знати.
Кроме религиозных имён также употребляются имена с конкретной смысловой нагрузкой:
- Карим (а) (узб. Karim(a) / Карим(а)) — щедрый
- Маджид (а) (узб. Majid (a) / Мажид (а)) — славный
- Умид (а) (узб. Umid (a) / Умид(а)) — надежда

Возвышенные понятия и чувства:
- Адолат (узб. Adolat / Адолат) — справедливость
- Мухаббат (узб. Muhabbat / Муҳаббат) — любовь и др.

Новорождённых близнецов мужского пола обычно называют Хасан — Хусан, а женского пола — Фатима — Зухра.

## Иранские имена
- Рустам (узб. Rustam / Рустам)
- Фархад (узб. Farhod / Фарҳод)
- Ширин (узб. Shirin / Ширин)
- Бахтияр (узб. Baxtiyor / Бахтиёр) — со счастьем, счастье с тобой
- Пулат (узб. Po’lat / Пўлат) — сталь
- Гульчехра (узб. Gulchehra / Гулчеҳра) — облик цветка
- Гульнара (узб. Gulnora / Гулнора) — цветок с пятном, с меткой
- Мурад (узб. Murod / Мурод) — цель
- Орзу (узб. Orzu / Орзу) — мечта
- Сурат (узб. Surat / Сурат) — картинка
- Шухрат (узб. Shuhrat / Шуҳрат) — слава
- Бахрам (узб. Bahrom / Баҳром) — победа
- Озод (узб. Ozod / Озод) — свобода
- Фарух (узб. Faruh / Фаруҳ) - победитель
- Шахрух (узб. Shohruh / Шоҳруҳ) — душа царя
- Лола (узб. Lola / Лола) — тюльпан

## Национальные имена
У большей части узбеков однако сохранилось значительное количество традиционно национальных имён, подразделяющихся на многочисленные группы.

### Имена, символизирующие пожелания силы, храбрости, красоты и др.
- Анвар (узб. Anvar / Анвар) - безымянный
- Арслон (узб. Arslon / Арслон) — лев
- Батыр (узб. Botir / Ботир) — богатырь, смелый
- Баходир (узб. Bahodir / Баҳодир) — богатырь
- Килич (узб. Qilich / Қилич) — сабля
- Алтынгуль (узб. Oltingul / Олтингул) — золотой цветок
- Ойдин (узб. Oydin / Ойдин) — светлый, светлый как день
- Санат (узб. San’at / Санъат) — опора, поддержка, удача, счастье
- Темур (узб. Temur / Темур) — железный характер
- Улугбек (узб. Ulugʻbek / Улуғбек) — великий бек
- Кудрат (узб. Qudrat / Қудрат) — сила
- Кувват (узб. Quvvat / Қувват) — мощность
- Шавкат (узб. Shavkat / Шавкат) — добрый
- Элиор (узб. Elyor / Элёр) — сын своего народа, с народом
- Эльдар (узб. Eldor / Элдор) — имеющий свой род, свой народ

### В честь героев восточных легенд и сказок, исторических личностей
- Юсуф (узб. Yusuf / Юсуф)
- Тахир (узб. Tohir / Тоҳир)
- Зухра (узб. Zuhro / Зуҳро, Zuhra / Зуҳра)
- Искандер (узб. Iskandar / Искандар) (Александр Македонский) и др.

В связи с победой в Великой Отечественной войне, почти каждый десятый мальчик, рождённый в Таджикистане и Узбекистане в 1945 году, получал имя Зафар (узб. Zafar / Зафар) — «победа».

### Названия растений, животных
- Олма (узб. Olma / Олма) — яблоко
- Чинара (узб. Chinara / Чинара) — чинара
- Урман (узб. O’rmon / Ўрмон) — лес
- Саримсок (узб. Sarimsoq / Саримсоқ) — чеснок
- Бури (узб. Bo’ri / Бўри) — волк (узб. Bo‘riboy / Бўрибой). Это имя давали ребёнку, родившемуся с зубом

### Предметы быта и орудия
- Болта (узб. Bolta / Болта) — топор (Болтабай)
- Теша (узб. Tesha / Теша) — тяпка (Тешабай)
- Килич (узб. Qilich / Қилич) — сабля
- Калкон (узб. Qalqon / Қалкон) — щит

Имена Болта (топор), Теша (тяпка), Урак (серп) — детям, которым пуповину обрезали этими предметами либо желая им крепкого здоровья. В Кашкадарьинской области документировано имя мальчика Ахмед-Заготскот, данное в честь учреждения, где работает отец.

### Термины родства
- Амаки (узб. Amaki / Амаки) — дядя по отцу
- Тога (узб. Tog‘а / Тоға) — дядя по матери
- Хола (узб. Xola / Хола) — тётя по матери
- Амма (узб. Amma / Амма) — тётя по отцу
- Жиян (узб. Jiyan / Жиян) — племянник
- Бобо (узб. Bobo / Бобо) — дедушка
- Буви (узб. Buvi / Буви) — бабушка
- Момо (узб. Momo / Момо) — бабушка по отцу основном
- Она (узб. Ona / Она) — мать
- Ота (узб. Ota / Ота) — отец
- Дада (узб. Dada / Дада) — папа
- Ака (узб. Aka / Ака) — старший брат
- Ука (узб. Uka / Ука) — младший брат
- Опа (узб. Opa / Опа) — старшая сестра
- Сингил (узб. Singil / Сингил) — младшая сестра

### Топонимы, этнонимы
Бывает, что новорожденный имеет какие-либо ярко выраженные национальные черты. В этом видели особый знак, который и запечатлевали в имени.
- Алтай (узб. Oltoy / Олтой)
- Каратой (узб. Qoratoy / Қоратой)
- Ташкентбой (узб. Toshkenboy / Тошкенбой)
- Киргизбой (узб. Qirg‘izboy / Қирғизбой)
- Козокбой (узб. Qozoqboy / Қозоқбой)
- Барлас (узб. Barlos / Барлос)
- Найман (узб. Nayman / Найман)
- Урал (узб. Ural / Урал)

Имена в пунктах 3, 4, 5, 6 давно вышли из обихода, в данное время они практически не используются. Однако мотивы наречения этими именами могут быть и иными. Например, желание обмануть злых духов, враждебных данной семье, роду и племени.

### Заклинания
В семьях, где часто умирали дети, родители, бессильные в своём неведении, искали спасения в именах-заклинаниях и родившемуся ребёнку давали следующие имена:
- Ульмас (узб. O’lmas / Ўлмас) — «не умрёт»
- Турсун (узб. Tursun / Турсун) — «пусть останется»
- Тургун (узб. Turg‘un / Турғун) — «остающийся»
- Тохта (узб. To‘xta / Тўхта) — «стой», «остановись»

В семьях, где рождались одни девочки, новорожденную, по поверью, следовало называть Угил или Угилхон — сын, Угилбулсин — «пусть будет сын» и др. Также к супруге и старшей дочери обращались именем мужского рода в надежде на рождение мальчика.
Имя второго хорезмшаха Атсыз в переводе с тюркских языков означает буквально «без имени». Очевидно, родители шаха, чтобы уберечь его от вмешательства тайных сил.

### Личные признаки
Примером может стать слово хол «родинка», которое стало популярным компонентом имён:
- Холдар (Ҳолдор, Holdor)
- Хол (Xol)
- Холмурод
- Холбек

По народным поверьям родинка — это счастливая примета, а имя Хол обещает ребёнку счастливое будущее.
Иногда и родимые пятна — тоджи могут служить поводом для имени:
- Тоджибек (узб. Tojibek / Тожибек)
- Тоджихон (узб. Tojixon / Тожихон)

При этом иногда прибегают к метафоре, соотнося красное родимое пятно с гранатом — анор:
- Нормат
- Норбой
- Норкул
- Норжон

Рождение ребёнка со светлыми или рыжими волосами — относительно редкий случай у узбеков. Это может отразиться в имени:
- Акбай — Белый
- Сарыбек — Жёлтый

Детям, имеющим лишние пальцы на руках или на ногах, давали имя, в состав которого входило слово «ортик» или зиёд (лишний):
- Ортиқали
- Ортигуль
- Зиёд
- Зиёда

Слабенькому младенцу узбеки давали имя Очил. Родители давали ему такое имя, надеясь, что оно послужит избавлением от болезни. Очил значит «откройся», «освободись», то есть освободись, избавься от недуга.

### Обстоятельства рождения
Ребёнка, родившегося в пути, называли Йулчи (путевой). 

## Компоненты
Большинство имен употреблялись с различными компонентами. Например, у мужчин:
- бой — бай
- дуст — друг
- ёр — милый,возлюбленный, партнер, спутник
- берди — дал
- тош — камень
- турди — остался
- келди — пришёл
- жон — душа

У женщин:
- гул — цветок
- ой — месяц
- оқ — белый
- нур — луч
- оим — моя красавица
- буви — бабушка
- ниса — благозвучное окончание арабского происхождения.

Большинство из названных выше компонентов в узбекской антропонимии широко использовались всеми слоями населения. Крестьянские дети не могли носить имена с прибавкой -бой, -бек, -мирза, -султан и др. В то же время к имени представителя знати, как правило, не прибавляли компонента «жан», считая его признаком простонародья.
Наряду с именами и компонентами, общими для всех узбеков, имелись и особенности, характерные для различных областей Узбекистана. Но сейчас эти особенности постепенно исчезают.